# Myioborus ornatus
Myioborus ornatus là một loài chim trong họ Parulidae.